# Zvonek sibiřský
Zvonek sibiřský (Campanula sibirica) je druh rostliny z čeledi zvonkovité (Campanulaceae).

## Popis
Jedná se o asi 15–40 (zřídka až 50) cm vysokou dvouletou, řidčeji jednoletou bylinu. Lodyhy jsou nevýrazně hranaté, chlupaté. Listy jsou jednoduché, přisedlé, přízemní krátce řapíkaté. Čepele jsou u přízemních listů podlouhle kopinaté až obvejčité, lodyžní podlouhlé s objímavou bází, nejvyšší pak až čárkovitě kopinaté, všechny jsou nepravidelně vroubkované a oboustranně chlupaté. Květy jsou uspořádány do květenství, do chudé laty až hroznu, jsou skloněné až nicí. Kalich je srostlý z 5 lístků, kališní cípy jsou úzce trojúhelníkovité, mezi kališními cípy jsou asi 3 mm dlouhé přívěsky. Koruna je nálevkovitě zvonkovitá, srostlá také z 5 korunních lístků, nejčastěji asi 15–40 mm dlouhá, fialově modrá. Kvete v červnu až v červenci. Tyčinek je 5. Semeník je chlupatý. Plodem je tobolka. Počet chromozómů je 2n=34.

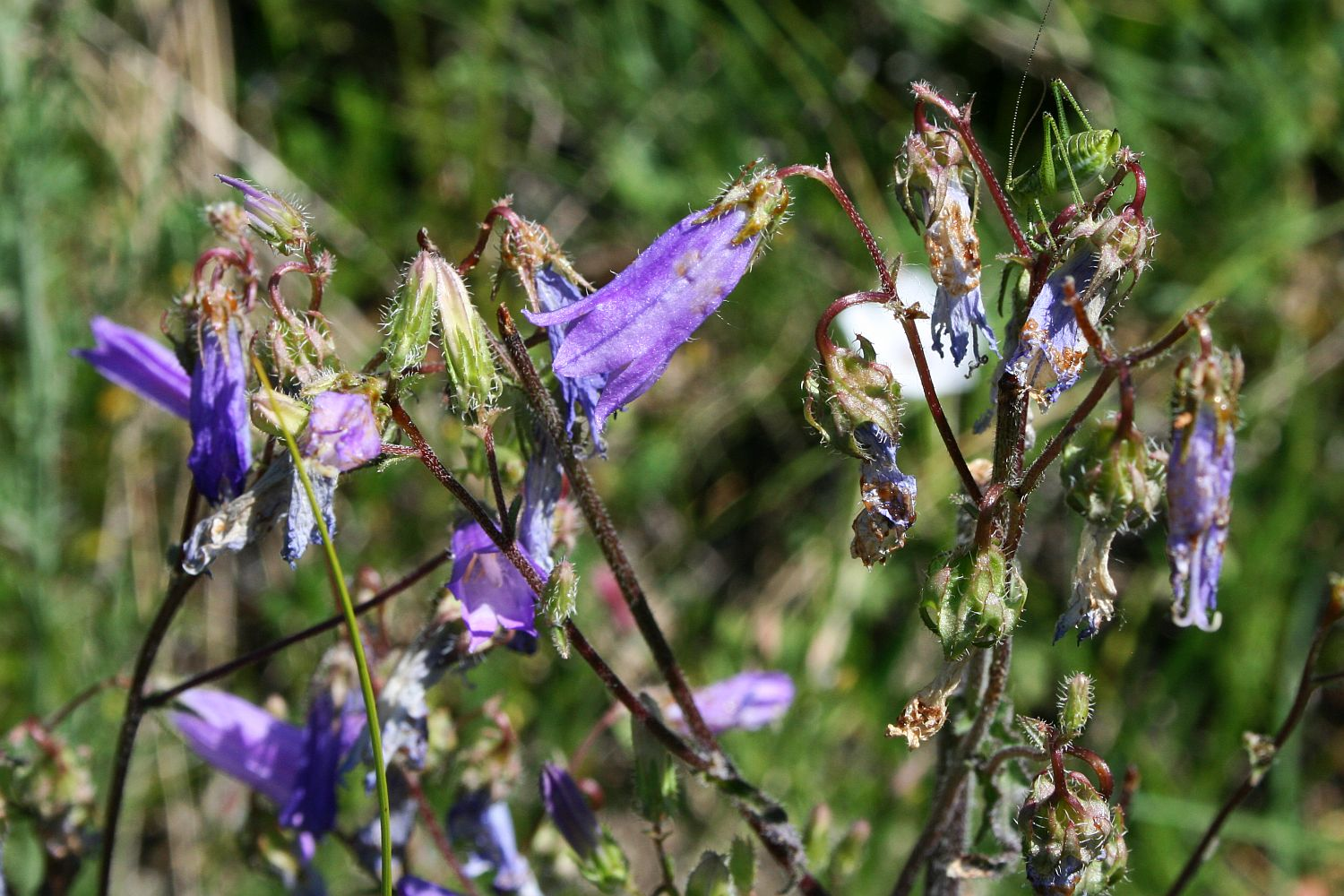

## Rozšíření ve světě
Zvonek sibiřský roste od střední Evropy po západní Sibiř, na jih sahá po střední Itálii a Albánii. Je značně proměnlivý, ve východní části areálu se rozlišuje několik poddruhů.

## Rozšíření v Česku
V ČR roste pouze na jižní Moravě, na sever sahá zhruba po Vyškov. Je to druh suchých trávníků, skalních stepí a lesostepí.